# Made in the Shade
Made in the Shade è una compilation dei Rolling Stones, pubblicata nel 1975 il 31 maggio negli Stati Uniti, e il 13 giugno in Gran Bretagna dall'etichetta Rolling Stones Records per ottemperare ad accordi con la WEA e per accompagnare il tour.

## Tracce
1. Brown Sugar – 3:50
2. Tumbling Dice – 3:44
3. Happy – 3:04
4. Dance Little Sister – 4:10
5. Wild Horses – 5:41
6. Angie – 4:31
7. Bitch – 3:37
8. It's Only Rock'n Roll (But I Like It) – 5:07
9. Doo Doo Doo Doo Doo (Heartbreaker) – 3:27
10. Rip This Joint – 2:23

## Formazione
- Mick Jagger - voce
- Keith Richards - chitarra
- Mick Taylor - chitarra
- Bill Wyman - basso
- Charlie Watts - batteria